# Salvador Casañas i Pagès

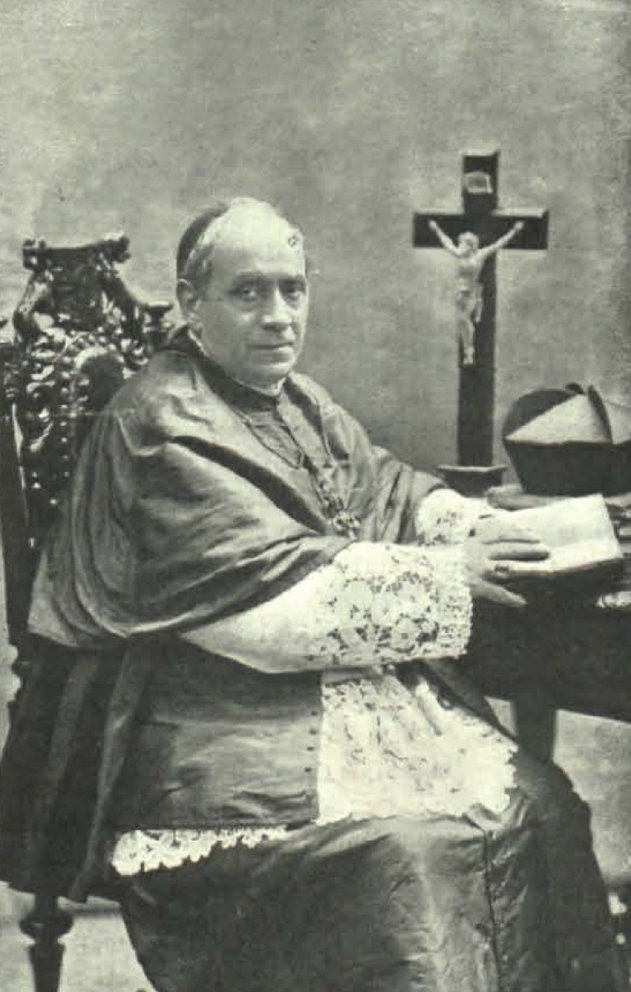
Kardinal Salvador Casañas y Pagés

Salvador Kardinal Casañas i Pagès (* 5. September 1834 in Barcelona; † 27. Oktober 1908 ebenda) war ein katholischer Kardinal.

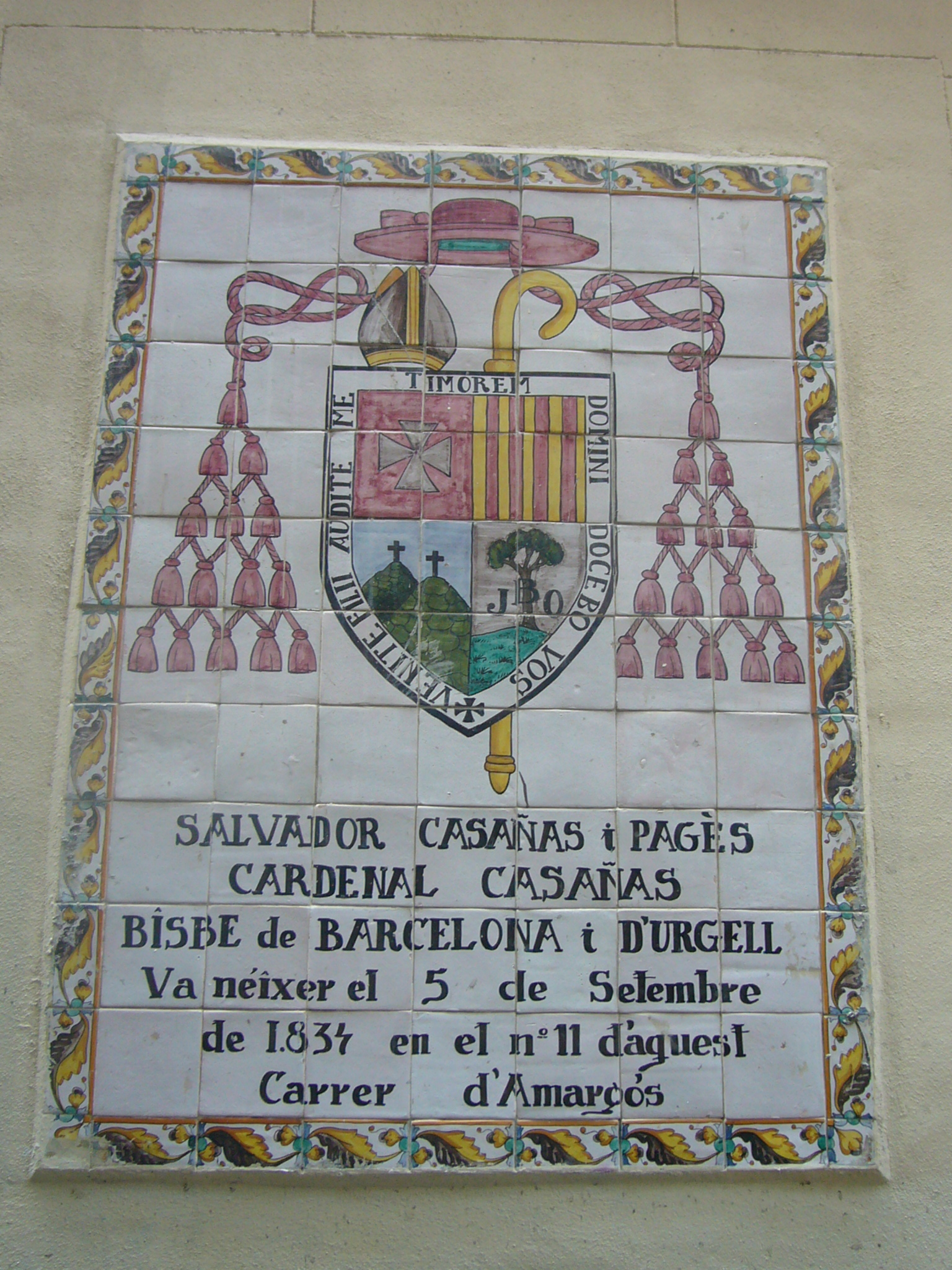
Wappen des Kardinals

Am 18. Dezember 1858 empfing er die Priesterweihe und am 23. März 1879 die Bischofsweihe, Konsekrator war der Bischof von Barcelona, José Maria de Urquinaona y Vidot, unter Assistenz von Tomás Sivilla y Gener, Bischof von Girona und Tomás Costa y Fornaguera, Bischof von Lleida. Von 1879 bis 1901 war er Bischof von Urgell und damit ex officio geistlicher Kofürst von Andorra. Papst Leo XIII. nahm ihn 1895 ins Kardinalskollegium auf. Ab 1901 war er Bischof von Barcelona. Er nahm am Konklave von 1903 teil.
Am 24. Dezember 1905 scheiterte ein anarchistisches Attentat auf Casañas i Pagès in Barcelona.